# آغجه‌کند بالا
آغجه‌کند بالا (ترکی آذربایجانی: Yuxarı Ağcakənd) (پیش‌تر ورینشن Վերին շեն) یک منطقهٔ مسکونی در جمهوری آرتساخ است و در استان شاهومیان واقع شده‌است. ولی هم اکنون تحت کنترل جمهوری آذربایجان است و در شهرستان گران‌بوی واقع شده است.